# Tíjola
Tíjola község Spanyolországban, Almería tartományban. Lakosainak száma 3549 fő (2024).

## Földrajza
Tíjola Lúcar, Armuña de Almanzora, Bayarque, Serón és Cúllar községekkel határos.

## Népesség
A település lakosságának változását az alábbi diagram mutatja:
| Lakosok száma | 3787 | 3755 | 3877 | 3985 | 3875 | 3776 | 3676 | 3541 | 3528 | 3549 |
|               | 2001 | 2004 | 2006 | 2009 | 2011 | 2014 | 2016 | 2019 | 2021 | 2024 |